# Dromiskin
Dromiskin är en ort i republiken Irland.   Den ligger i grevskapet Lú och provinsen Leinster, i den nordöstra delen av landet, 70 km norr om huvudstaden Dublin. Dromiskin ligger 7 meter över havet och antalet invånare är 1 115.
Terrängen runt Dromiskin är platt. Havet är nära Dromiskin åt nordost.Runt Dromiskin är det ganska glesbefolkat, med 48 invånare per kvadratkilometer. Närmaste större samhälle är Dundalk, 8,1 km norr om Dromiskin. Trakten runt Dromiskin består i huvudsak av gräsmarker.